# 夢八
『夢八』（ゆめはち）は落語の演目。『夢見の八兵衛』ともいう。
ナンセンスながらもリズミカルな、割り木の叩く音や恐怖とおかしさが混ざり合った首吊りの演技を含む。とくに首吊りの描写では、演者は地にもどって「さ、せやから、わたいこの噺やるのいやでんねん。」とぶつくさぼやきながら首にかける縄を手ぬぐいで綯うしぐさをする。

## あらすじ
しょっちゅう夢ばっかり見ている八兵衛こと夢八のもとに、甚兵衛が来て「どや、ええ金儲けあんねんけどな。三円ほどでな。楽な仕事やで。」ともちかける。「えっ！三円でっか。そらお願いします。せやけどホンマ何もせんでもええんでっか。」「いや、何、大したことないねんがな。長屋のとある一軒の家で釣りの番をな。一晩いてくれるだけやねん。」「はあ、釣りでっか。わたい好きや。」「いやいや。お前はんがするんやないねん。行くか。ほたらついといで。」と言われるままに件の家へ。
家の中に入りろうそくをつけると、重箱に握り飯と煮物の夜食がある。夢八は「うわあ。こらよろしいなあ。」と早速ほおばって大喜びである。甚兵衛は「寝て夢見てもろたらあかんさかいな。」と割り木を渡し「これで板の間叩いといたら寝んやろ。」「はあ。これでっか。」とトトントンと叩き「こら、おもろいわ。もっとやったろ。」と遮二無二叩き続ける。
甚兵衛は去りしなに、「あ、それとな。奥に蓆があるやろ。」「へえ。ありまんな。」「あれ絶対に向こう側見たらあかんで。・・・ええな。ナンボ食べてもかまへんけどな。見んほうがええんや。」と意味深な一言を残して去る。
「あ。表から鍵かけてしまいよった。・・・去んでしまうて殺生やで。」と夢八は握り飯を手に床を叩きながら「・・・せやけど、けったいなこと言いはったで。奥の蓆の向こう側みたらあかんて。・・・何ぞあるんかいな。・・・だれか居たはるようやで。・・・」と怖いもの見たさにこともあろうに蓆の後ろを覗くと、「えらい。大きな人おるで。・・・もし、あんた、そんなとこおらんとこっちおいはなれ。・・・あ、足が宙に浮いたある！」
恐怖のあまり蓆を叩くとはずみで蓆が落ちて、首吊りの死体が現れる。夢八は「あわわわ・・・・く、首吊りやがな・・・甚兵衛は～ん！・・・あわわわ」と片方の手で握り飯をほうばり、もう片方の手でトトトトントンと割り木で床を叩き続ける。
実は、長屋で縊死した者がいて、明日の検屍まで安置せねばならず気味悪がった長屋の者が、死者の番をする者がいないかと甚兵衛に頼み込んだのであった。そんな事とは知らなかった夢八は「・・・釣りの番、釣りの番やいうてからに。・・・首吊りやないかい。そんならそうと早よいうてえな。甚兵衛はん。・・・じんべええは～ん～。三円は安いで～。三円は～。」と叫びながら割り木を叩き続けた。
その音に、長屋に住む老猫が「こらおもろい。一つ怖がらしたれ。」と死体に息を吹きかけると、死体がしゃべり始めた。
「おい。そこの番人。」「うわ～！もの言いよったで。・・・」「伊勢音頭歌え～。」「知らんわい。そんなん。知らん。歌わん。」「歌わなんだら、そこ行って頬べたねぶるぞ～。」「あわわわわ・・・歌います。う、歌います。」とガタガタ震えながら「伊勢はな～。津でもつ～。」と歌うと首吊りが「あ～よいよい。」と拍子をとる。「やーとこせ～。よいやな～。」と続けるとこれまた「ありゃりゃ。これわいさ。ささ、なんでもせ～。」と踊りだし、綱が切れて死体が前に落ちて来る。夢八は「ウ～ン。」と気を失う。
翌朝、甚兵衛が長屋のおかみに「おはようさんで。昨夜はどうやった。」と聞くと、「なんや。やかましいお方だすなあ。トントンやってはったけど、朝方しんとなってしまいましたで。」との返事である。「そら、なにすんねん。あいつ寝てまいよったんかいな。・・・どんならんやっちゃで。また夢見てけつかるな。」と急ぎ家の中に入ると「あれ！なんじゃこれは。・・・このアホ、首吊りと一緒に寝とるで！こわないのかいな。これ起きんかいな。これ！」
すると夢八「ああ・・歌う歌う。伊勢はなア。津でもつ。津は・・」「あ、こいつ伊勢参りの夢見とる。」

## 演じた落語家
かつては、初代桂燕枝、2代目桂円枝、2代目笑福亭福円、5代目笑福亭松鶴、戦後は2代目三遊亭百生、2代目露の五郎兵衛、2代目桂小南が得意とした。現在は6代目笑福亭松喬、桂雀々などが得意としており、江戸においても柳家一琴や春風亭一之輔らが演じている。